# Live at the Fairfield Halls, 1974
Live at the Fairfield Halls, 1974  is het achtendertigste album van de Britse progressieve rockband Caravan. Live At The Fairfield Halls 1974 is een opname van een concert dat op 1 september 1974 door Caravan gegeven is in de Fairfield Hall, in Croydon (Engeland).
Het album is een heruitgave van het in 1980 uitgebrachte "The Best Of Caravan Live". De originele set-list van het concert is op deze CD gezet. De cd omvat ook het nummer "Chance of a Lifetime", dat niet op de uitgave van 1980 stond.

## Tracklist
1. Memory Lain, Hugh / Headloss - 9:27
2. Virgin On The Ridiculous - 7:14
3. Be All Right / Chance Of A Lifetime - 6:37
4. The Love In Your Eye - 15:23
5. L'Auberge Du Sanglier / A Hunting We Shall Go / Pengola / Backwards / A Hunting We Shall Go (Reprise) - 9:49
6. The Dog, The Dog He's At It Again - 6:23
7. For Richard - 19:01
8. Hoedown - 5:58

## Bezetting
- Pye Hastings, zang, gitaar
- Geoff Richardson altviool, gitaar
- David Sinclair orgel, synthesizer
- Mike Wedgwood, basgitaar, zang, conga’s
- Richard Coughlan, drums